# Ornithogalum paludosum
Ornithogalum paludosum là một loài thực vật có hoa trong họ Măng tây. Loài này được Baker mô tả khoa học đầu tiên năm 1874.